# Belemgena phlattotreta
Belemgena phlattotreta är en fjärilsart som beskrevs av Józef Razowski och Becker 1994. Belemgena phlattotreta ingår i släktet Belemgena och familjen vecklare. Inga underarter finns listade i Catalogue of Life.